# Wole Odegbami
Wole Odegbami (Ibadán, Nigeria, 5 de octubre de 1962) es un exfutbolista de Nigeria que jugaba en la posición de delantero.

## Carrera

### Club
| Periodo   | Club                  |
| --------- | --------------------- |
| 1984-1987 | Leventis United       |
| 1988-1989 | Plateau United        |
| 1990-1992 | EPA Larnaca           |
| 1992-1993 | Enosis Neon Paralimni |
| 1993-1994 | VSE Sankt Pölten      |
| 1995-1996 | Dulwich Hamlet FC     |
| 1997-1998 | Grays Athletic FC     |
| 1998-1999 | Purfleet FC           |
| 1999-2000 | Bromley FC            |

### Selección nacional
Jugó para Nigeria en 18 ocasiones de 1988 a 1994 y anotó dos goles; participó en los Juegos Olímpicos de Seúl 1988 y en la Copa Africana de Naciones 1988.

## Logros
- Liga Premier de Nigeria (1): 1986
- Copa de Nigeria (2): 1984, 1986
- Supercopa de Nigeria (1): 1984